# Neuvième district congressionnel du Tennessee
Le 9e district congressionnel du Tennessee est un district de l'ouest du Tennessee. Il est représenté par le Démocrate Steve Cohen depuis 2007.
Le district a été recréé à la suite du cycle de redécoupage après le recensement de 1980. Le quartier est presque exclusivement urbain, en raison de son caractère majoritairement cohabitant avec Memphis.
Memphis est reconnue dans le monde entier comme la plaque tournante de FedEx. En grande partie grâce à la présence de FedEx, l'aéroport international de Memphis traite plus de fret que tout autre aéroport du pays. Memphis est également connue pour la musique blues, Beale Street et le barbecue.
Il s'agit de la seule circonscription majoritairement minoritaire au Congrès du Tennessee. Avec un indice CPVI de D+22, c'est le seul district démocrate du Tennessee. Depuis 1875, la région a envoyé principalement des démocrates au Congrès, à l'exception d'une brève période de 1967 à 1974, où elle était représentée par le Républicain Dan Kuykendall.

## Frontières actuelles
À partir de 2023, le district couvre la majeure partie du comté de Shelby où se trouve la ville de Memphis. Il comprend également un peu moins de la moitié du comté de Tipton.
Il commence au nord à la frontière avec le comté de Lauderdale et englobe une partie de Covington. Il se dirige ensuite vers le sud jusqu'à la ville phare du district, Memphis. Presque tout Memphis se trouve dans le 9e, bien que la majeure partie de la partie orientale de la ville déborde sur le 8e. Le district s'avance ensuite vers l'est pour s'emparer de Cordova, mais évite surtout Bartlett et Germantown. Le district est délimité respectivement à l'ouest et au sud par l'Arkansas et le Mississippi.

## Histoire
Les caractéristiques actuelles du district ont commencé à prendre forme en 1925 – la première année où un district congressionnel était composé exclusivement du comté de Shelby.
Un district était parfaitement coextensif avec le comté de Shelby de 1925 à 1966, numéroté 10e de 1925 à 1933 et de 1943 à 1953, puis 9e de 1933 à 1943 et 9e de 1953 à 1966.
En 1966, la décision de l'affaire Baker v. Carr de la Cour Suprême est entrée en vigueur. Dans cette décision, le tribunal a établi la norme « un homme, une voix ». Avant 1966, le 9e était près de dix fois plus peuplé que les 7e et 8e voisins.
1967 a été la première année où le district ne couvrait qu'une fraction du comté de Shelby plutôt que la totalité du comté. Lors de cette élection, le district a choisi Dan Kuykendall, ancien candidat républicain au Sénat Américain. Le district a été renuméroté 8e en 1973 et a été repoussé plus loin dans Memphis. En 1974, en plein Watergate, Kuykendall a soutenu Nixon tout au long du scandale et a ensuite été vaincu par le Démocrate Harold Ford Sr., dont la famille entretenait de solides liens politiques à Memphis remontant au moins aux années 1920.
Le district a voté démocrate dans toutes les élections congressionnelles depuis 1974. Les démocrates ont consolidé leur emprise sur le siège lorsque le recensement de 1980 l'a vu redevenir le 9e. Depuis lors, il est considéré comme un district à majorité noire.
Ford a siégé au Congrès pendant 22 ans, avant d'être remplacé par son fils, Harold Ford Jr., en 1997. Le jeune Ford a siégé pendant dix ans, jusqu'à ce qu'il présente une candidature infructueuse au Sénat Américain. Parallèlement à la candidature de Ford au Sénat, le district a choisi le Sénateur d'État Steve Cohen plutôt que le frère de Ford, Jake. Cohen est connu pour être le premier membre juif du Congrès du Tennessee et a été élu sept fois au Congrès pendant un peu plus de quatorze ans.

## Historique de vote
| Année | Poste     | Résultats               |
| ----- | --------- | ----------------------- |
| 2000  | Président | Gore 63,0 % - 36,0 %    |
| 2004  | Président | Kerry 70,0 % - 30,0 %   |
| 2008  | Président | Obama 77,0 % - 22,5 %   |
| 2012  | Président | Obama 78,4 % - 21,0 %   |
| 2016  | Président | Clinton 77,5 % - 19,8 % |
| 2020  | Président | Biden 78,5 % - 19,9 %   |

## Liste des Représentants du district
| Membre                              | Parti                 | Années                           | Congrès     | Histoire électorale |
| ----------------------------------- | --------------------- | -------------------------------- | ----------- | --- |
| District établit le 4 mars 1823     |                       |                                  |             | |
| Adam R. Alexander (en)              | Républicain-Démocrate | 4 mars 1823 - 3 mars 1825        | 18e , 19e   | Élu en 1823. Réélu en 1825. Réélu en Perd sa réélection. |
| Adam R. Alexander (en)              | Jacksonien (en)       | 4 mars 1825 - 3 mars 1827        | 18e , 19e   | Élu en 1823. Réélu en 1825. Réélu en Perd sa réélection. |
| Davy Crockett                       | Jacksonien (en)       | 4 mars 1827 - 3 mars 1829        | 20e , 21e   | Élu en 1827. Réélu en 1829. Perd sa réélection. |
| Davy Crockett                       | Anti-Jacksonien       | 4 mars 1829 - 3 mars 1831        | 20e , 21e   | Élu en 1827. Réélu en 1829. Perd sa réélection. |
| William Fitzgerald (en)             | Jacksonien (en)       | 4 mars 1831 - 3 mars 1833        | 22e         | Élu en 1831. Redécoupage vers le 12e district et perd sa réélection. |
| James K. Polk                       | Jacksonien (en)       | 4 mars 1833 - 3 mars 1837        | 23e - 25e   | Redécoupage depuis le 6e district et réélu en 1833. Réélu en 1835. Réélu en 1837. Retrait pour se présenter comme Gouverneur du Tennessee.                                                                                                 |
| James K. Polk                       | Démocrate             | 4 mars 1837 - 3 mars 1839        | 23e - 25e   | Redécoupage depuis le 6e district et réélu en 1833. Réélu en 1835. Réélu en 1837. Retrait pour se présenter comme Gouverneur du Tennessee.                                                                                                 |
| Harvey M. Watterson (en)            | Démocrate             | 4 mars 1839 - 3 mars 1843        | 26e , 27e   | Élu en 1839. Réélu en 1841. Retrait. |
| Cave Johnson                        | Démocrate             | 4 mars 1843 - 3 mars 1845        | 28e         | Redécoupage depuis le 11e district et réélu en 1843. Retrait. |
| Lucien B. Chase (en)                | Démocrate             | 4 mars 1845 - 3 mars 1849        | 29e , 30e   | Élu en 1845. Réélu en 1847. Retrait. |
| Isham Green Harris                  | Démocrate             | 4 mars 1849 - 3 mars 1853        | 31e , 32e   | Élu en 1849. Réélu en 1851. Retrait. |
| Emerson Etheridge (en)              | Whig                  | 4 mars 1853 - 3 mars 1855        | 33e , 34e   | Élu en 1853. Réélu en 1855. Perd sa réélection. |
| Emerson Etheridge (en)              | Know Nothing          | 4 mars 1855 - 3 mars 1857        | 33e , 34e   | Élu en 1853. Réélu en 1855. Perd sa réélection. |
| John D. C. Atkins (en)              | Démocrate             | 4 mars 1857 - 3 mars 1859        | 35e         | Élu en 1857. Perd sa réélection. |
| Emerson Etheridge (en)              | Opposition Party (en) | 4 mars 1859 - 3 mars 1861        | 36e         | Élu en 1859. Retrait après la Sécession de l'Ouest du Tennessee. |
| District inactif                    | District inactif      | 4 mars 1861 - 3 mars 1863        | 37e         | Guerre de Sécession |
| District supprimé le 4 mars 1863    |                       |                                  |             | |
| District rétablit le 4 mars 1873    |                       |                                  |             | |
| Barbour Lewis (en)                  | Républicain           | 4 mars 1873 - 3 mars 1875        | 43e         | Élu en 1872. Redécoupage vers le 10e district et perd sa réélection. |
| William P. Caldwell (en)            | Démocrate             | 4 mars 1875 - 3 mars 1879        | 44e , 45e   | Élu en 1874. Réélu en 1876. Retrait. |
| Charles B. Simonton (en)            | Démocrate             | 4 mars 1879 - 3 mars 1883        | 46e , 47e   | Élu en 1878. Réélu en 1880. Retrait. |
| Rice A. Pierce (en)                 | Démocrate             | 4 mars 1883 - 3 mars 1885        | 48e         | Élu en 1882. Perd sa renomination. |
| Presley T. Glass (en)               | Démocrate             | 4 mars 1885 - 3 mars 1889        | 49e , 50e   | Élu en 1884. Réélu en 1886. Perd sa renomination. |
| Rice A. Pierce (en)                 | Démocrate             | 4 mars 1889 - 3 mars 1893        | 51e , 52e   | Élu en 1888. Réélu en 1890. Perd sa réélection en tant que Démocrate Indépendant. |
| James C. McDearmon (en)             | Démocrate             | 4 mars 1893 - 3 mars 1897        | 53e , 54e   | Élu en 1892. Réélu en 1894. Perd sa renomination. |
| Rice A. Pierce (en)                 | Démocrate             | 4 mars 1897 - 3 mars 1905        | 55e - 58e   | Élu en 1896. Réélu en 1898. Réélu en 1900. Réélu en 1902. Perd sa renomination. |
| Finis J. Garrett (en)               | Démocrate             | 4 mars 1905 - 3 mars 1929        | 59e - 70e   | Élu en 1904. Réélu en 1906. Réélu en 1908. Réélu en 1910. Réélu en 1912. Réélu en 1914. Réélu en 1916. Réélu en 1918. Réélu en 1920. Réélu en 1922. Réélu en 1924. Réélu en 1926. Retrait pour se présenter comme Sénateur des États-Unis. |
| Jere Cooper (en)                    | Démocrate             | 4 mars 1929 - 3 mars 1933        | 71e , 72e   | Élu en 1928. Réélu en 1930. Redécoupage vers le 8e district. |
| E.H. Crump (en)                     | Démocrate             | 4 mars 1933 - 3 janvier 1935     | 73e         | Redécoupage depuis le 10e district et réélu en 1932. Retrait. |
| Clift Chandler (en)                 | Démocrate             | 3 janvier 1935 - 2 janvier 1940  | 74e , 76e   | Élu en 1934. Réélu en 1936. Réélu en 1938. Démissionne lorsqu'élu Maire de Memphis. |
| Vacant                              | Vacant                | 2 janvier 1940 - 15 février 1940 | 76e         | |
| Clifford Davis (en)                 | Démocrate             | 15 février 1940 - 3 janvier 1943 | 76e , 77e   | Élu pour terminer le mandat de Chandler. Réélu en 1940. Redécoupage vers le 10e district. |
| Jere Cooper (en)                    | Démocrate             | 3 janvier 1943 - 3 janvier 1953  | 78e - 82e   | Redécoupage depuis le 8e district et réélu en 1942. Réélu en 1944. Réélu en 1946. Réélu en 1948. Réélu en 1950. Redécoupage vers le 8e district.                                                                                           |
| Clifford Davis (en)                 | Démocrate             | 3 janvier 1953 - 3 janvier 1965  | 83e - 88e   | Redécoupage depuis le 10e district et réélu en 1952. Réélu en 1954. Réélu en 1956. Réélu en 1958. Réélu en 1960. Réélu en 1962. Perd sa renomination.                                                                                      |
| George Grider (en)                  | Démocrate             | 3 janvier 1965 - 3 janvier 1967  | 89e         | Élu en 1964. Perd sa réélection. |
| Dan Kuykendall (en)                 | Républicain           | 3 janvier 1967 - 3 janvier 1973  | 90e - 92e   | Élu en 1966. Réélu en 1968. Réélu en 1970. Redécoupage vers le 8e district. |
| District supprimé le 3 janvier 1973 |                       |                                  |             | |
| District rétablit le 3 janvier 1983 |                       |                                  |             | |
| Harold Ford Sr. (en)                | Démocrate             | 3 janvier 1983 - 3 janvier 1997  | 98e - 104e  | Redécoupage depuis le 8e district et réélu en 1982. Réélu en 1984. Réélu en 1986. Réélu en 1988. Réélu en 1990. Réélu en 1992. Réélu en 1994. Retrait.                                                                                     |
| Harold Ford Jr.                     | Démocrate             | 3 janvier 1997 - 3 janvier 2007  | 105e - 109e | Élu en 1996. Réélu en 1998. Réélu en 2000. Réélu en 2002. Réélu en 2004. Retrait pour se présenter comme Sénateur des États-Unis. |
| Steve Cohen                         | Démocrate             | 3 janvier 2007 - Présent         | 110e - 118e | Élu en 2006. Réélu en 2008. Réélu en 2010. Réélu en 2012. Réélu en 2014. Réélu en 2016. Réélu en 2018. Réélu en 2020. Réélu en 2022. |

## Résultats des récentes élections
Voici les résultats des dix précédents cycles électoraux dans le district.

### 2004
| Élection de 2004 du 9e district congressionnel du Tennessee | Élection de 2004 du 9e district congressionnel du Tennessee | Élection de 2004 du 9e district congressionnel du Tennessee | Élection de 2004 du 9e district congressionnel du Tennessee | Élection de 2004 du 9e district congressionnel du Tennessee |
| ----------------------------------------------------------- | ----------------------------------------------------------- | ----------------------------------------------------------- | ----------------------------------------------------------- | ----------------------------------------------------------- |
| Parti                                                       | Parti                                                       | Candidat                                                    | Votes                                                       | %                                                           |
|                                                             | Démocrate                                                   | Harold Ford Jr. (sortant)                                   | 190 648                                                     | 82,0                                                        |
|                                                             | Républicain                                                 | Ruben M. Fort                                               | 41 578                                                      | 17,9                                                        |
|                                                             | Write-In                                                    | Jim Maynard                                                 | 166                                                         | 0,1                                                         |
| Total des votes                                             | Total des votes                                             | Total des votes                                             | 232 392                                                     | 100 %                                                       |
|                                                             | Les Démocrates conservent                                   |                                                             |                                                             |                                                             |

### 2006
| Élection de 2006 du 9e district congressionnel du Tennessee | Élection de 2006 du 9e district congressionnel du Tennessee | Élection de 2006 du 9e district congressionnel du Tennessee | Élection de 2006 du 9e district congressionnel du Tennessee | Élection de 2006 du 9e district congressionnel du Tennessee |
| ----------------------------------------------------------- | ----------------------------------------------------------- | ----------------------------------------------------------- | ----------------------------------------------------------- | ----------------------------------------------------------- |
| Parti                                                       | Parti                                                       | Candidat                                                    | Votes                                                       | %                                                           |
|                                                             | Démocrate                                                   | Steve Cohen                                                 | 103 341                                                     | 59,9                                                        |
|                                                             | Républicain                                                 | Mark White                                                  | 31 002                                                      | 18,0                                                        |
|                                                             | Indépendant                                                 | Jake Ford                                                   | 38 243                                                      | 22,2                                                        |
| Total des votes                                             | Total des votes                                             | Total des votes                                             | 172 586                                                     | 100 %                                                       |
|                                                             | Les Démocrates conservent                                   |                                                             |                                                             |                                                             |

### 2008
| Élection de 2008 du 9e district congressionnel du Tennessee | Élection de 2008 du 9e district congressionnel du Tennessee | Élection de 2008 du 9e district congressionnel du Tennessee | Élection de 2008 du 9e district congressionnel du Tennessee | Élection de 2008 du 9e district congressionnel du Tennessee |
| ----------------------------------------------------------- | ----------------------------------------------------------- | ----------------------------------------------------------- | ----------------------------------------------------------- | ----------------------------------------------------------- |
| Parti                                                       | Parti                                                       | Candidat                                                    | Votes                                                       | %                                                           |
|                                                             | Démocrate                                                   | Steve Cohen (sortant)                                       | 103 341                                                     | 59,9                                                        |
|                                                             | Républicain                                                 | Mark White                                                  | 31 002                                                      | 18,0                                                        |
|                                                             | Indépendant                                                 | Jake Ford                                                   | 38 243                                                      | 22,2                                                        |
| Total des votes                                             | Total des votes                                             | Total des votes                                             | 172 586                                                     | 100 %                                                       |
|                                                             | Les Démocrates conservent                                   |                                                             |                                                             |                                                             |

### 2010
| Élection de 2010 du 9e district congressionnel du Tennessee | Élection de 2010 du 9e district congressionnel du Tennessee | Élection de 2010 du 9e district congressionnel du Tennessee | Élection de 2010 du 9e district congressionnel du Tennessee | Élection de 2010 du 9e district congressionnel du Tennessee |
| ----------------------------------------------------------- | ----------------------------------------------------------- | ----------------------------------------------------------- | ----------------------------------------------------------- | ----------------------------------------------------------- |
| Parti                                                       | Parti                                                       | Candidat                                                    | Votes                                                       | %                                                           |
|                                                             | Démocrate                                                   | Steve Cohen (sortant)                                       | 99 827                                                      | 74,0                                                        |
|                                                             | Républicain                                                 | Charlotte Bergmann                                          | 33 879                                                      | 25,1                                                        |
|                                                             | Indépendant                                                 | Sandra Sullivan                                             | 673                                                         | 0,5                                                         |
|                                                             | Indépendant                                                 | Perry Steele                                                | 528                                                         | 0,4                                                         |
| Total des votes                                             | Total des votes                                             | Total des votes                                             | 134 907                                                     | 100 %                                                       |
|                                                             | Les Démocrates conservent                                   |                                                             |                                                             |                                                             |

### 2012
| Élection de 2012 du 9e district congressionnel du Tennessee | Élection de 2012 du 9e district congressionnel du Tennessee | Élection de 2012 du 9e district congressionnel du Tennessee | Élection de 2012 du 9e district congressionnel du Tennessee | Élection de 2012 du 9e district congressionnel du Tennessee |
| ----------------------------------------------------------- | ----------------------------------------------------------- | ----------------------------------------------------------- | ----------------------------------------------------------- | ----------------------------------------------------------- |
| Parti                                                       | Parti                                                       | Candidat                                                    | Votes                                                       | %                                                           |
|                                                             | Démocrate                                                   | Steve Cohen (sortant)                                       | 188 422                                                     | 75,1                                                        |
|                                                             | Républicain                                                 | George S. Flinn Jr.                                         | 59 742                                                      | 23,8                                                        |
|                                                             | Indépendant                                                 | Brian L. Saulsberry                                         | 1 448                                                       | 0,6                                                         |
|                                                             | Indépendant                                                 | Gregory M. Joiner                                           | 1 372                                                       | 0,5                                                         |
| Total des votes                                             | Total des votes                                             | Total des votes                                             | 250 987                                                     | 100 %                                                       |
|                                                             | Les Démocrates conservent                                   |                                                             |                                                             |                                                             |

### 2014
| Élection de 2014 du 9e district congressionnel du Tennessee | Élection de 2014 du 9e district congressionnel du Tennessee | Élection de 2014 du 9e district congressionnel du Tennessee | Élection de 2014 du 9e district congressionnel du Tennessee | Élection de 2014 du 9e district congressionnel du Tennessee |
| ----------------------------------------------------------- | ----------------------------------------------------------- | ----------------------------------------------------------- | ----------------------------------------------------------- | ----------------------------------------------------------- |
| Parti                                                       | Parti                                                       | Candidat                                                    | Votes                                                       | %                                                           |
|                                                             | Démocrate                                                   | Steve Cohen (sortant)                                       | 87 376                                                      | 75,0                                                        |
|                                                             | Républicain                                                 | Charlotte Bergmann                                          | 27 173                                                      | 23,3                                                        |
|                                                             | Indépendant                                                 | Floyd Wayne Alberson                                        | 766                                                         | 0,7                                                         |
|                                                             | Indépendant                                                 | Paul Cook                                                   | 752                                                         | 0,6                                                         |
|                                                             | Indépendant                                                 | Herbert Bass                                                | 483                                                         | 0,4                                                         |
| Total des votes                                             | Total des votes                                             | Total des votes                                             | 116 550                                                     | 100 %                                                       |
|                                                             | Les Démocrates conservent                                   |                                                             |                                                             |                                                             |

### 2016
| Élection de 2016 du 9e district congressionnel du Tennessee | Élection de 2016 du 9e district congressionnel du Tennessee | Élection de 2016 du 9e district congressionnel du Tennessee | Élection de 2016 du 9e district congressionnel du Tennessee | Élection de 2016 du 9e district congressionnel du Tennessee |
| ----------------------------------------------------------- | ----------------------------------------------------------- | ----------------------------------------------------------- | ----------------------------------------------------------- | ----------------------------------------------------------- |
| Parti                                                       | Parti                                                       | Candidat                                                    | Votes                                                       | %                                                           |
|                                                             | Démocrate                                                   | Steve Cohen (sortant)                                       | 171 631                                                     | 79,0                                                        |
|                                                             | Républicain                                                 | Wayne Alberson                                              | 41 123                                                      | 18,9                                                        |
|                                                             | Indépendant                                                 | Paul Cook                                                   | 5 203                                                       | 2,4                                                         |
| Total des votes                                             | Total des votes                                             | Total des votes                                             | 217 957                                                     | 100 %                                                       |
|                                                             | Les Démocrates conservent                                   |                                                             |                                                             |                                                             |

### 2018
| Élection de 2018 du 9e district congressionnel du Tennessee | Élection de 2018 du 9e district congressionnel du Tennessee | Élection de 2018 du 9e district congressionnel du Tennessee | Élection de 2018 du 9e district congressionnel du Tennessee | Élection de 2018 du 9e district congressionnel du Tennessee |
| ----------------------------------------------------------- | ----------------------------------------------------------- | ----------------------------------------------------------- | ----------------------------------------------------------- | ----------------------------------------------------------- |
| Parti                                                       | Parti                                                       | Candidat                                                    | Votes                                                       | %                                                           |
|                                                             | Démocrate                                                   | Steve Cohen (sortant)                                       | 145 139                                                     | 80,0                                                        |
|                                                             | Républicain                                                 | Charlotte Bergmann                                          | 34 901                                                      | 19,2                                                        |
|                                                             | Indépendant                                                 | Leo AwGoWhat                                                | 1 436                                                       | 0,8                                                         |
| Total des votes                                             | Total des votes                                             | Total des votes                                             | 181 476                                                     | 100 %                                                       |
|                                                             | Les Démocrates conservent                                   |                                                             |                                                             |                                                             |

### 2020
| Élection de 2020 du 9e district congressionnel du Tennessee | Élection de 2020 du 9e district congressionnel du Tennessee | Élection de 2020 du 9e district congressionnel du Tennessee | Élection de 2020 du 9e district congressionnel du Tennessee | Élection de 2020 du 9e district congressionnel du Tennessee |
| ----------------------------------------------------------- | ----------------------------------------------------------- | ----------------------------------------------------------- | ----------------------------------------------------------- | ----------------------------------------------------------- |
| Parti                                                       | Parti                                                       | Candidat                                                    | Votes                                                       | %                                                           |
|                                                             | Démocrate                                                   | Steve Cohen (sortant)                                       | 187 905                                                     | 77,4                                                        |
|                                                             | Républicain                                                 | Charlotte Bergmann                                          | 48 818                                                      | 20,1                                                        |
|                                                             | Indépendant                                                 | Dennis Clark                                                | 3 962                                                       | 1,6                                                         |
|                                                             | Indépendant                                                 | Bobby Lyons                                                 | 2 192                                                       | 0,9                                                         |
| Total des votes                                             | Total des votes                                             | Total des votes                                             | 242 880                                                     | 100 %                                                       |
|                                                             | Les Démocrates conservent                                   |                                                             |                                                             |                                                             |

### 2022
| Primaire démocrate de 2022 du 9e district congressionnel du Tennessee | Primaire démocrate de 2022 du 9e district congressionnel du Tennessee | Primaire démocrate de 2022 du 9e district congressionnel du Tennessee | Primaire démocrate de 2022 du 9e district congressionnel du Tennessee | Primaire démocrate de 2022 du 9e district congressionnel du Tennessee |
| --------------------------------------------------------------------- | --------------------------------------------------------------------- | --------------------------------------------------------------------- | --------------------------------------------------------------------- | --------------------------------------------------------------------- |
| Parti                                                                 | Parti                                                                 | Candidat                                                              | Votes                                                                 | %                                                                     |
|                                                                       | Démocrate                                                             | Steve Cohen (sortant)                                                 | 62 055                                                                | 88,0                                                                  |
|                                                                       | Démocrate                                                             | M. LaTroy Williams                                                    | 8 449                                                                 | 12,0                                                                  |

| Primaire républicaine de 2022 du 9e district congressionnel du Tennessee | Primaire républicaine de 2022 du 9e district congressionnel du Tennessee | Primaire républicaine de 2022 du 9e district congressionnel du Tennessee | Primaire républicaine de 2022 du 9e district congressionnel du Tennessee | Primaire républicaine de 2022 du 9e district congressionnel du Tennessee |
| ------------------------------------------------------------------------ | ------------------------------------------------------------------------ | ------------------------------------------------------------------------ | ------------------------------------------------------------------------ | ------------------------------------------------------------------------ |
| Parti                                                                    | Parti                                                                    | Candidat                                                                 | Votes                                                                    | %                                                                        |
|                                                                          | Républicain                                                              | Charlotte Bergmann                                                       | 10 380                                                                   | 51,5                                                                     |
|                                                                          | Républicain                                                              | Brown Dudley                                                             | 8 760                                                                    | 43,5                                                                     |
|                                                                          | Républicain                                                              | Leo AwGoWhat                                                             | 1 000                                                                    | 5,0                                                                      |

| Élection de 2022 du 9e district congressionnel du Tennessee | Élection de 2022 du 9e district congressionnel du Tennessee | Élection de 2022 du 9e district congressionnel du Tennessee | Élection de 2022 du 9e district congressionnel du Tennessee | Élection de 2022 du 9e district congressionnel du Tennessee |
| ----------------------------------------------------------- | ----------------------------------------------------------- | ----------------------------------------------------------- | ----------------------------------------------------------- | ----------------------------------------------------------- |
| Parti                                                       | Parti                                                       | Candidat                                                    | Votes                                                       | %                                                           |
|                                                             | Démocrate                                                   | Steve Cohen (sortant)                                       | 93 800                                                      | 70,0                                                        |
|                                                             | Républicain                                                 | Charlotte Bergmann                                          | 35 123                                                      | 26,2                                                        |
|                                                             | Indépendant                                                 | George Flinn Jr.                                            | 3 349                                                       | 2,5                                                         |
|                                                             | Indépendant                                                 | Dennis Clark                                                | 1 160                                                       | 0,9                                                         |
|                                                             | Indépendant                                                 | Paul Cook                                                   | 485                                                         | 0,4                                                         |
|                                                             | Write-In                                                    | Write-In                                                    | 1                                                           | 0,0                                                         |
| Total des votes                                             | Total des votes                                             | Total des votes                                             | 133 918                                                     | 100 %                                                       |
|                                                             | Les Démocrates conservent                                   |                                                             |                                                             |                                                             |

### 2024
| Primaire démocrate de 2024 du 9e district congressionnel du Tennessee | Primaire démocrate de 2024 du 9e district congressionnel du Tennessee | Primaire démocrate de 2024 du 9e district congressionnel du Tennessee | Primaire démocrate de 2024 du 9e district congressionnel du Tennessee | Primaire démocrate de 2024 du 9e district congressionnel du Tennessee |
| --------------------------------------------------------------------- | --------------------------------------------------------------------- | --------------------------------------------------------------------- | --------------------------------------------------------------------- | --------------------------------------------------------------------- |
| Parti                                                                 | Parti                                                                 | Candidat                                                              | Votes                                                                 | %                                                                     |
|                                                                       | Démocrate                                                             | Steve Cohen (sortant)                                                 | 30 042                                                                | 73,7                                                                  |
|                                                                       | Démocrate                                                             | Corey Strong                                                          | 7 258                                                                 | 17,8                                                                  |
|                                                                       | Démocrate                                                             | M. LaTroy Williams                                                    | 1 936                                                                 | 4,7                                                                   |
|                                                                       | Démocrate                                                             | Kasandra Smith                                                        | 1 522                                                                 | 3,7                                                                   |

| Primaire républicaine de 2024 du 9e district congressionnel du Tennessee | Primaire républicaine de 2024 du 9e district congressionnel du Tennessee | Primaire républicaine de 2024 du 9e district congressionnel du Tennessee | Primaire républicaine de 2024 du 9e district congressionnel du Tennessee | Primaire républicaine de 2024 du 9e district congressionnel du Tennessee |
| ------------------------------------------------------------------------ | ------------------------------------------------------------------------ | ------------------------------------------------------------------------ | ------------------------------------------------------------------------ | ------------------------------------------------------------------------ |
| Parti                                                                    | Parti                                                                    | Candidat                                                                 | Votes                                                                    | %                                                                        |
|                                                                          | Républicain                                                              | Charlotte Bergmann                                                       | 10 148                                                                   | 100 %                                                                    |

| Élection de 2024 du 9e district congressionnel du Tennessee | Élection de 2024 du 9e district congressionnel du Tennessee | Élection de 2024 du 9e district congressionnel du Tennessee | Élection de 2024 du 9e district congressionnel du Tennessee | Élection de 2024 du 9e district congressionnel du Tennessee |
| ----------------------------------------------------------- | ----------------------------------------------------------- | ----------------------------------------------------------- | ----------------------------------------------------------- | ----------------------------------------------------------- |
| Parti                                                       | Parti                                                       | Candidat                                                    | Votes                                                       | %                                                           |
|                                                             | Démocrate                                                   | Steve Cohen (sortant)                                       | TBD                                                         | TBD                                                         |
|                                                             | Républicain                                                 | Charlotte Bergmann                                          | TBD                                                         | TBD                                                         |
|                                                             | Indépendant                                                 | Wendell Wells                                               | TBD                                                         | TBD                                                         |
|                                                             | Indépendant                                                 | Dennis Clark                                                | TBD                                                         | TBD                                                         |
| Total des votes                                             | Total des votes                                             | Total des votes                                             | TBD                                                         | 100 %                                                       |
|                                                             |                                                             |                                                             |                                                             |                                                             |